# Lion d'or africain
Le Lion d'or africain est une récompense créée en 2004 et décernée au meilleur joueur de football africain selon le quotidien Almountakhab, Selon un jury composé de professionnels des médias et d'experts spécialisés. La Côte d'Ivoire est le plus titré depuis la création du prix.

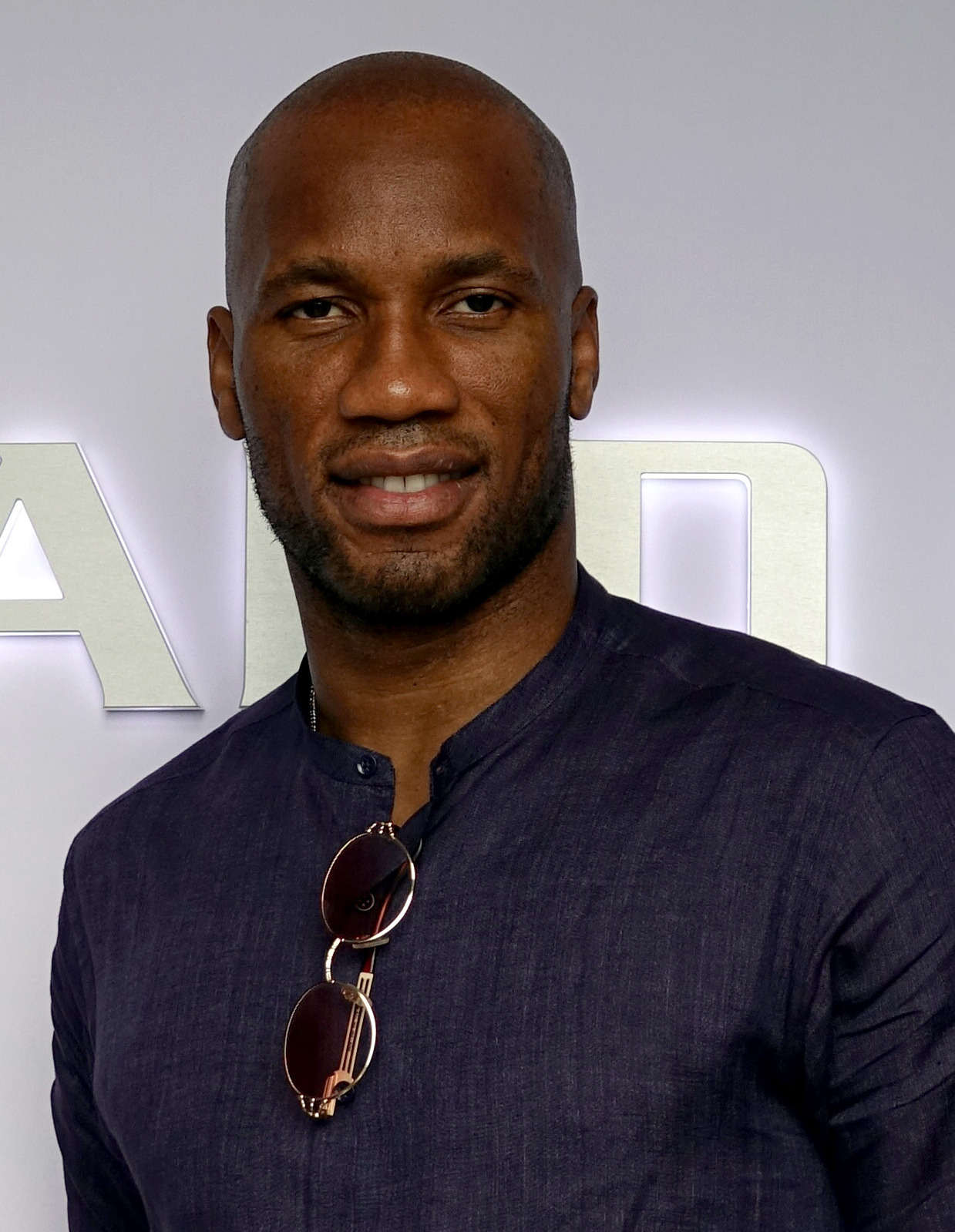
Drogba a remporté le trophée un record à 4 reprises.

## Présentation
Ce trophée est pris en compte selon quelques critères comme :
- Les buts marqués lors de la saison
- Les buts marqué en sélection
- Les dribbles et les déviations du joueur
- Le corps du joueur (son gabarit)
- Le fair-play

## Les lions d'or africains
| Année | Vainqueur                 | Pays          | Club                 | Liste des nommés |
| ----- | ------------------------- | ------------- | -------------------- | --- |
| 2004  | Samuel Eto'o              | Cameroun      | FC Barcelone         | |
| 2005  | Didier Drogba             | Côte d'Ivoire | Chelsea FC           | |
| 2006  | Didier Drogba             | Côte d'Ivoire | Chelsea FC           | Mohamed Aboutreika (EGY), Didier Drogba (CIV/Chelea), Michael Essien (GHA/Chelsea), Samuel Eto'o (CAM). |
| 2007  | Didier Drogba             | Côte d'Ivoire | Chelsea FC           | Mohamed Aboutrika(EGY/Al Ahly), Emmanuel Adebayor (TOG/Arsenal), Amine Chermiti (TUN/Étoile du Sahel), Mahamadou Diarra (MLI/Real Madrid), Didier Drogba (CIV/Chelsea), Michael Essien (GHA/Chelsea), Samuel Eto'o (CAM/FC Barcelone), Youssouf Hadji (MAR/Nancy), Frédéric Kanouté (MLI/Séville), Benedict McCarthy (AFS/Blackburn), Mamadou Niang (SEN/Marseille), Kolo Touré (CIV/Arsenal). |
| 2008  | Mohamed Aboutreika        | Égypte        | Al Ahly SC           | Mohamed Aboutreika (EGY/Al Ahly), Emmanuel Adebayor (TOG/Arsenal), Didier Drogba (CIV/Chelsea), Tarik Sektioui, (MAR/FC Porto), Amr Zaki (EGY/Wigan). |
| 2009  | Samuel Eto'o              | Cameroun      | Inter Milan          | |
| 2010  | Samuel Eto'o              | Cameroun      | FK Anji Makhatchkala | André Ayew (GHA/Marseille), Madjid Bougherra (ALG/Rangers), Marouane Chamakh (MAR), Didier Drogba (CIV/Chelsea), Samuel Eto'o (CAM/Anji Makhatchkala), Mohamed Gedo (EGY/Al Ahly), Asamoah Gyan (GHA), Ahmed Hassan (EGY/Al Ahly), Salomon Kalou (CIV/Chelsea), Seydou Keita (MLI/FC Barcelone),.                                                                                              |
| 2011  | Seydou Keita              | Mali          | FC Barcelone         | André Ayew (GHA), Mehdi Benatia (MAR), Kevin-Prince Boateng (GHA), Oussama Darragi (TUN), Samuel Eto'o (CAM), Gervinho (CIV), Seydou Keita (MLI), Moussa Sow (SEN), Adel Taarabt (MAR), Yaya Touré (CIV). |
| 2012  | Didier Drogba             | Côte d'Ivoire | Chelsea FC           | André Ayew (GHA/Marseille), Demba Ba (SEN/Newcastle), Younès Belhanda (MAR/Montpellier), Didier Drogba (CIV/Shanghai), Sofiane Feghouli (ALG/Valence CF), Christopher Katongo (ZAM/Henan Construction), Youssef Msakni (TUN/Espérance de Tunis), Mohamed Gedo (EGY/Al Ahly), John Obi Mikel (NIG/Chelsea), Yaya Touré (CIV/Man. City),.                                                        |
| 2013  | Yaya Touré                | Côte d'Ivoire | Manchester City FC   | Mohamed Aboutrika (EGY/Al-Ahly), Kwadwo Asamoah (GHA/Juventus), Mehdi Benatia (MAR/AS Roma), Didier Drogba (CIV/Galatasaray), Victor Moses (NIG/Liverpool), John Obi Mikel (NIG/Chelsea), Jonathan Pitroipa (BFA/Rennes), Mubarak Wakaso (GHA/Roubine Kazan), Yaya Touré (CIV/Man. City). |
| 2014  | Yaya Touré                | Côte d'Ivoire | Manchester City FC   | Yacine Brahimi (ALG/FC Porto), Fakhreddine Ben Youssef (TUN/Sfax), Mehdi Benatia (MAR/Bayern Munich), Vincent Enyeama (NIG/Lille OSC), Sofiane Feghouli (ALG/Valence CF), Gervinho (CIV/AS Roma), Asamoah Gyan (GHA/Al Ain), Stéphane Mbia (CAM/FC Séville), Ahmed Musa (NIG/CSKA Moscou), Yaya Touré (CIV/Man. City),.                                                                        |
| 2015  | Pierre-Emerick Aubameyang | Gabon         | Borussia Dortmund    | Aymen Abdennour (TUN/Valence CF), Pierre-Emerick Aubameyang (GAB/Dortmund), Serge Aurier (CIV/Paris SG), André Ayew (GHA/Swansea), Mehdi Benatia (MAR/Bayern Munich), Yacine Brahimi (ALG/FC Porto), Gervinho (CIV/AS Roma), Riyad Mahrez (ALG/Leicester City), Mohamed Salah (EGY/AS Roma), Yaya Touré (CIV/Man. City).                                                                       |
| 2016  | Riyad Mahrez              | Algérie       | Leicester City FC    | Pierre-Emerick Aubameyang (GAB), Serge Aurier (CIV), Khama Billiat (ZIM), Mehdi Benatia (MAR), Riyad Mahrez (ALG), Sadio Mané (SEN), Mohamed Salah (EGY), Islam Slimani (ALG), Hakim Ziyech (MAR). |
| 2017  | Mohamed Salah             | Égypte        | Liverpool FC         | Sadio Mané (SEN), Pierre-Emerick Aubameyang (GAB), Karim El Ahmadi (MAR), Hakim Ziyech (MAR), Victor Moses (NGA), Youssef Msakni (TUN), Vincent Aboubakar (CAM), Naby Keïta (GUI), Eric Bailly (CIV). |
| 2023  | Yassine Bounou            | Maroc         | Séville FC           | Victor Osimhen (NGA), Achraf Hakimi (MAR), Riyad Mahrez (ALG), Mohamed Salah (EGY), Youssef En-Nesyri (MAR), André Onana (CAM), Sadio Mané (SEN), Mohamed Ali Ben Romdhane (TUN), Vincent Aboubakar (CAM). |
| 2024  | Achraf Hakimi             | Maroc         | Paris Saint-Germain  | Ademola Lookman (NIG), Achraf Hakimi (MAR), Ayoub El Kaabi (MAR), Mohamed Salah (EGY), Victor Boniface (NIG), Brahim Díaz (MAR), Mohamed Abdelmonem (EGY), Franck Kessié (CIV), Soufiane Rahimi (MAR), Ronwen Williams (RSA). |

### Joueurs les plus titrés
Le joueur le plus titré est Didier Drogba
- Didier Drogba (4) en 2005, 2006, 2007 et 2012[18].

### Les lions d'or africains par pays
| Pays          | Nb |
| ------------- | -- |
| Côte d'Ivoire | 6  |
| Cameroun      | 3  |
| Égypte        | 2  |
| Maroc         | 2  |
| Algérie       | 1  |
| Gabon         | 1  |
| Mali          | 1  |